# Operacja Purple Storm
Operacja Purple Storm – były to serie ćwiczeń przeprowadzonych w Panamie w 1989 roku, które miały na celu prowadzenie prób taktycznych do Operacji Just Cause. Manewry były prowadzone również w celu ochrony integralności  porozumienia Torrijos-Carter z 1977 roku. W wyniku operacji Purple Storm stosunki między USA, a Panamą uległy pogorszeniu.